# Mounds View
Mounds View város az USA Minnesota államában, Ramsey megyében. Lakosainak száma 13 249 fő (2020. április 1.).

## Népesség
A település népességének változása:

| 2010 | 12 155 |
| 2020 | 13 249 |